# Kim Possible
Kim Possible é um desenho animado americano de 2002 produzido e exibido pela Disney Channel, no qual a personagem principal, Kimberly Ann Possible, é uma adolescente que mora na cidade de Middletown e luta diariamente contra o crime, além de ter suas obrigações escolares e familiares. Anda sempre com seu melhor amigo Ron Stoppable, que, a partir da quarta temporada, passa a ser seu namorado. A série estrela Christy Carlson Romano na voz de Kim Possible.
Ron é seu companheiro na luta contra o crime, é um pouco trapalhão mas, por mais que pareça impossível, mais ajuda a Kim do que a atrapalha. Ele também tem uma toupeira careca chamado Rufus, e este também participa das batalhas. Possible, quer dizer "possível" em inglês, para ressaltar que, para Kim, tudo é possível. Mas, ao mesmo tempo, a pronúncia do nome completa forma a palavra Impossible, que quer dizer "impossível".
Em Portugal foi exibida no Disney Channel, depois na SIC e posteriormente no Disney Cinemagic.
No Brasil, Kim Possible foi exibido pelo SBT e na Rede Globo.
A série conta com 87 episódios inclusos em quatro temporadas.
A série é atualmente a segunda mais longa em execução série da Disney Channel Original, passando por cinco anos e três meses. A mais longa é Phineas e Ferb com mais de cinco anos e três meses.

## Personagens
- Kim Possible (14-18 anos)
- Ron Stoppable (14-18 anos)
- Rufus (5-7 anos)
- Josh Mankey (17 anos)
- Monique (17 anos)
- Bonnie Rockwaller (17 anos)
- Tara (17 anos)
- Dr. Possible (47-49 anos)
- Dra. Possible (40-42 anos)
- Jim (10-13 anos)
- Tim (10-13 anos)
- Sr. Stoppable
- Sra. Stoppable
- Nedd (Bueno Nacho)
- Dr. Drakken (47-49 anos)
- Shego (20-24 anos)
- Sr. Sénior Sénior
- Sr. Sénior Júnior
- Duff Killigan
- Mão de Macaco
- Professor Dementor (50-58 Anos)
- Gill
- DNAmy
- Pucrus Lucrus
- Adrenalina
- O Chacal
- Warmonga
- Cammile Leon

## Arquivos dos Vilões
| - Dr. Drakken: Características: Pele azul; Cicatriz; Sorriso Diabólico; Armas mais Poderosas: Robôs; Máquinas Roubadas; - Shego Características: Pele Verde; Cabelo Preto; Armas mais Poderosas: Raios Verdes; - Sr. Sénior Sénior e Sr. Sénior Júnior: Características Multi-milionário e o seu filho; Armas mais Poderosas: Tudo o que um Multi-milionário pode comprar; - Duff Killigan: Características: Barba Castanha; Jogador de Golfe; Kilt escocês; Armas mais Poderosas: Bolas de Golfe Explosivas; - Mão de Macaco: Características: Crente no Místico Poder do Macaco; Mãos e Pés cobertas de pêlo; Armas mais Poderosas: Místico Poder do Macaco; - Professor Dementor: Características: Professor de Química; Musculado; Armas mais Poderosas: Armas Roubadas; | - Gill: Características: Mutante Genético; Armas mais Poderosas: Lama Mutante; - DNAmy Características: Fã de Peluches; Bio-geneticista; Armas mais Poderosas: Máquina que funde Seres; - Pucrus Lucrus Características: Barba e Bigode falsos; Caixa no Mais Barato; Armas mais Poderosas: Tartarugas Esfomeadas; Bisnaga de Mau-cheiro; - Adrenalina: Características: Mania de que é Radical; Armas mais Poderosas: - O Chacal: Características: Homem muito Pequenino; Armas mais Poderosas: Poder do Chacal; |

## Filmes
- Foram produzidos 2 filmes da série, sendo transmitidos originalmente pelo Disney Channel.
- Kim Possible: A Sitch in Time (2003)
- Kim Possible Movie: So the Drama (2005)

### Filme Live Action
O roteiro do filme live-action será escrito pelos criadores da série, Mark McCorkle e Robert Schooley, ao lado de Josh Cagan. McCorkle, Schooley e Zanne Devine também atuarão como produtores executivos. O filme será co-dirigido e co-produzido por Adam B. Stein e Zach Lipovsky. A busca por atores já começou.
"Mark e Bob criaram um personagem duradouro e crianças de todo o mundo encontraram um amigo nela, uma garota normal que simplesmente acaba passando as horas fora da escola lutando contra vilões", disse Adam Bonnett, vice-presidente executivo da programação original do Disney Channel. "Embora Kim Possible possa fazer 'qualquer coisa', crianças e adolescentes descobriram que essa ruiva animada era exatamente como eles. Ao embarcar no desafio divertido de tornar Kim e Ron totalmente dimensional, estou empolgado de estar trabalhando novamente com Mark e Bob e para receber a adição de uma equipe criativa dinâmica — Josh, Zanne, Adam e Zach — em um mundo onde tudo é realmente possível".

## Membros da Claque de Middletown
- Kim
- Ron(o Ron não é propriamente da claque, mas faz de mascote)
- Bonnie
- Tara
- Gémeas
- Jessica
- Amelia
- Catrine

## Lugares frequentados pela Kim
- Escola
- Bueno Nacho
- Casa da Kim
- Casa do Ron
- Esconderijos
- Club Banana
- Mais Barato
- Centro Comercial
- Ringue de Wrestling (GWA)